# Р
Р الحرف الثامن عشر في الأبجدية السيريلية. ينحدر هذا الحرف من الحرف اليوناني رو. ويشبه تماما رو في شكلها الكبير والصغير؛ وهو يشبه أيضا الحرف اللاتيني P.
نظير هذا الحرف بالعربية هو الحرف ر. عندما يسبق هذا الحرف بحرف علة تذوقي فهو ينطق ري.